# Jean-Amédée Gibert
Pour les articles homonymes, voir Gibert.
Jean-Amédée Gibert, né le 28 janvier 1869 à Marseille, mort dans la même ville en 1945, est un peintre, architecte et conservateur français.

## Biographie
Jean-Amédée Gibert naît avec son frère jumeau à Marseille, le 24 janvier 1869, fils d'André François Gibert, cuisinier, et de sa femme Louise Aillaud.

### Le peintre
En 1886, alors âgé de 13 ans, Jean-Amédée entre à l'école des Beaux-Arts de Marseille où il sera élève de Théodore Jourdan puis l'année suivante de Dominique Antoine Magaud. En 1890, il obtient le prix de peinture de Marseille, ce qui lui permet d'étudier à Paris à l'École nationale supérieure des beaux-arts où il sera l'élève de Jean-Léon Gérôme. En 1898 il obtient le prix de Rome de peinture d'histoire pour La Piscine de Bethsaïda, ce qui lui permet d'aller en Italie où il découvre l'archéologie et l'architecture. L'Épouse coupable réalisé en 1900 à la Villa Médicis, lui vaut une mention honorable au Salon des artistes français de 1903.

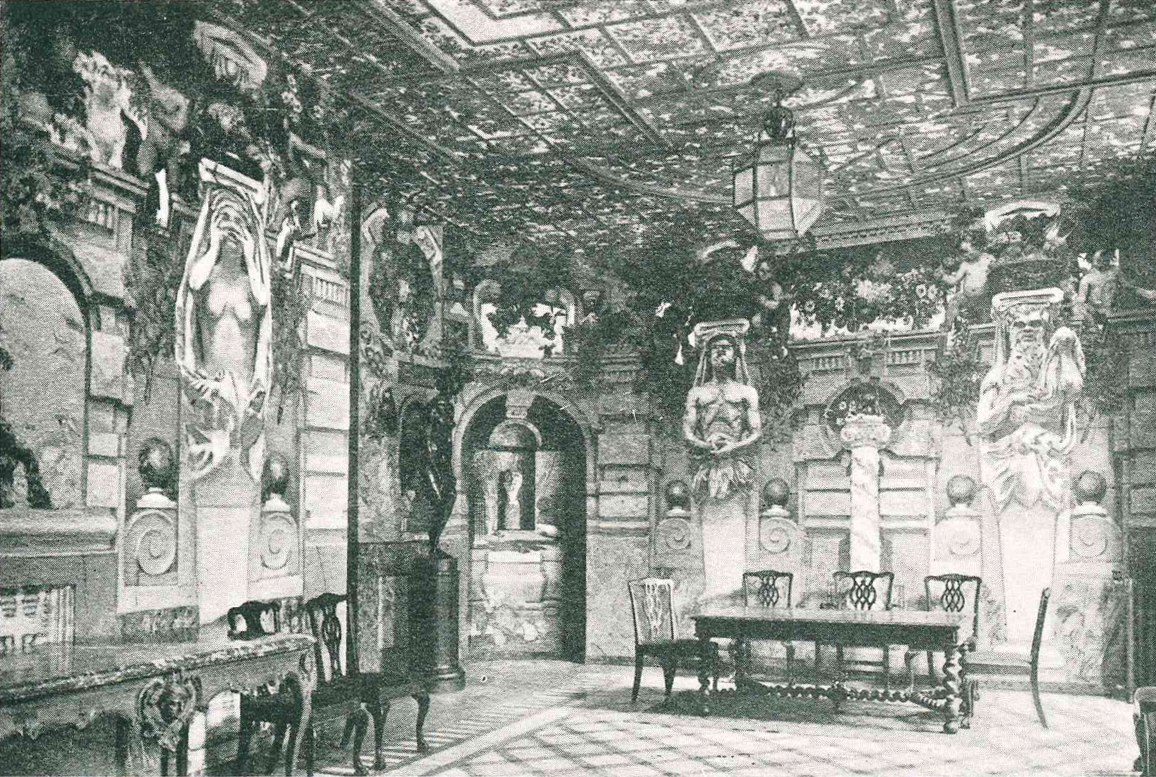
Décor de la salle à manger du palais de Luppé (Arles) peint entre 1913 et 1920

De retour en France, Jean-Amédée Gibert expose régulièrement des portraits, des scènes de genre, des natures mortes et des paysages au Salon des artistes français et au Salon des artistes marseillais. Puis de 1908 à 1912 il dessine l'architecture et le décor du palais de Luppé à Arles, qui sera réalisé entre 1913 et 1927, monument qu'il considère comme étant son « œuvre capitale ». Ce bâtiment illustre le goût académique de l'artiste et principalement de l'art de la Renaissance italienne, s'inspirant très certainement d'œuvres qu'il a pu découvrir lors de son séjour à la villa Médicis. Il orne ainsi la salle à manger d'un décor maniériste ornée d'atlantes engainés, ou la façade donnant sur les arènes, digne d'un palais florentin.

### Le conservateur

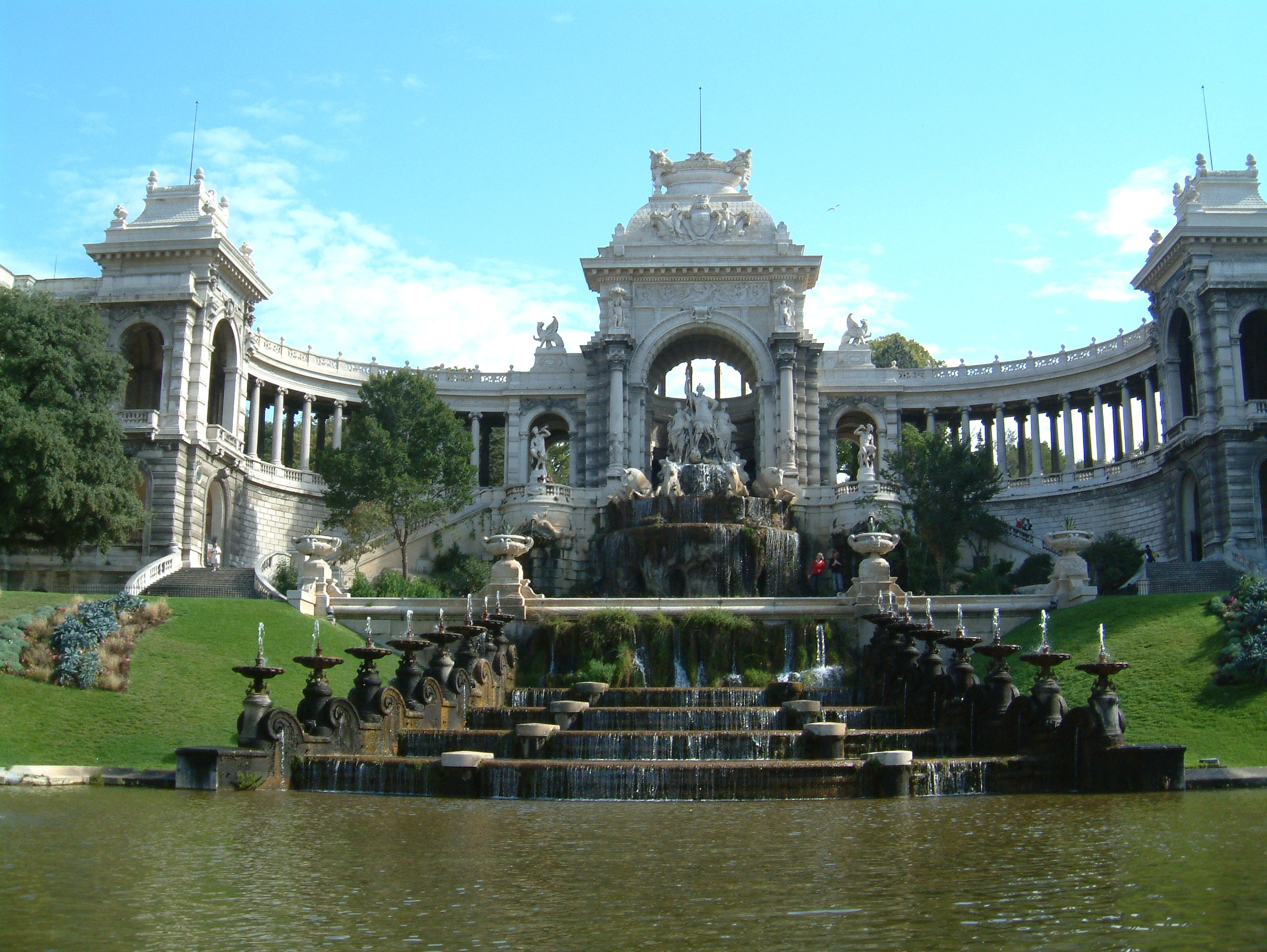
Palais Longchamp, accueille le musée des beaux-arts de Marseille

À partir de 1909, il devient conservateur du musée des beaux-arts de Marseille. Il est aussi à partir de 1919, conservateur du musée Grobet-Labadié nouvellement créé. Cette même année, il fait don au musée des Beaux-Arts, d'une collection de 300 santons provençaux réunie entre 1917 et 1919, qui fit l'objet d'une exposition en 2004. Ces santons étaient présentés dans une vitrine du département de sculpture, afin de « faire connaître ces intéressantes figurines exécutées par nos paysans des environs de Marseille, aux personnes étrangères à la Provence. ». Outre la conception de ces deux vitrines, le goût pour les santons est observable par la création d'une œuvre originale, en 1918 : le lustre aux santons, réalisé pour célébrer l'armistice de la Première Guerre mondiale, ce lustre octogonal comporte une vitrine d'une vingtaine de centimètres de hauteur comportant une crèche;
Il devient en 1932 directeur des Musées de Marseille et dessine ainsi les plans du musée Cantini, inauguré le 16 avril 1936. Position qui le conduit à organiser en 1939 la protection des œuvres des musées de Marseille, en raison de la Seconde Guerre mondiale.
Décoré de la Légion d'honneur en 1923, il est par la suite élu le 20 novembre 1932 membre de la classe des beaux-arts de l'Académie de Marseille au 36e fauteuil. Jean-Amédée meurt le 11 mars 1945 à Marseille.

## Listes des prix de peinture
1890 : 
- Premier prix de peinture de la ville de Marseille

1896 :
- Prix Trémont
- Prix de Fortin
- Prix d'Ivry
- Prix Duffer
- Première médaille de « Figure Peinte » (nu masculin)
- Grande médaille d'émulation

1898 :
- Prix Monvoisin
- Prix Le Prince
- Premier Grand Prix de Rome

1903 : 
- Mention Honorable au Salon des artistes français

1906 :
- « Prix quinquennale Maubert, accordée au meilleur concours de Rome »

## Œuvres

### Concours (École nationale supérieure des beaux-arts, Paris)
- 1894 : Voyageurs dans un bac s'apprêtant à traverser une rivière, crayon noir sur calque, cadre : plume, encre noire, 28x32,5 cm, dessins pour le prix Jauvin d'Attainville[13]
- 1895 : Figure peinte, pour le concours de la Figure peinte, huile sur toile[14]
- 1896 : La Pythonisse consultée par Saül, huile sur toile, concours d'esquisse peinte et Prix Fortin d'Ivry[15]
- 1896 : Hylas entraîné par trois nymphes au fond d'une source où il puisait de l'eau, crayon noir et plume, encre noire sur calque, 30,4x38,5 cm, dessin pour le prix Jauvin d'Attainville, école nationale supérieure des beaux-arts, Paris[16].
- 1897 : Daphnée et Chloé mènent paître leur troupeau, crayon noir sur calque, 27,9 × 34,7 cm, dessin pour le prix Jauvin d'Attainville[17]
- 1897 : Vulcain enchaine Prométhée, huile sur toile, 115 × 147 cm, troisième du grand prix de Rome de peinture d'histoire, musée des beaux-arts de Marseille[18]
- 1898 : La Piscine de Bethsaïda, huile sur toile, 113x145, grand prix de Rome de peinture d'histoire, École des beaux-arts de Paris[19]
- 1902 : La Charité, d'après Andrea del Sarto, huile sur toile, envoi de Rome[20].

### Peintures

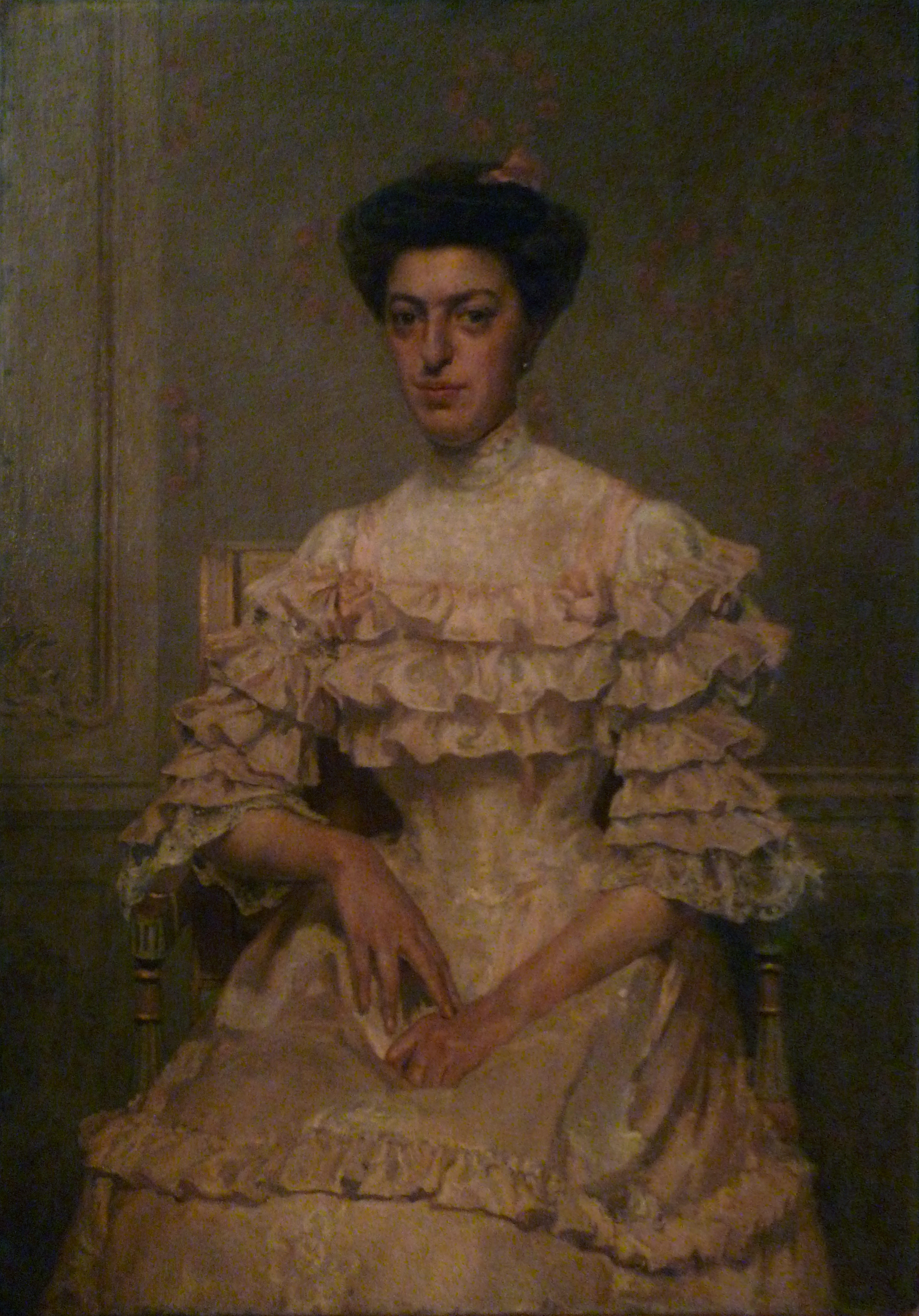
Eugénie Gruet par J.-A. Gibert (1907)

- 1896 : Académie de dos du modèle Rouve, huile sur toile, 80 × 65 cm, Marseille, musée Grobet-Labadie[22].
- 1896 : Jésus lavant les pieds a ses disciples, huile sur toile, 100 x 100 cm, Marseille, musée Grobet-Labadie[23].
- 1896 : Le Supplice de Marsyas, huile sur toile, 147 x 115 cm, Marseille, musée Grobet-Labadie[24].
- 1897 : Étude de torse du modèle Chevalier, huile sur toile, 100 x 80,5 cm, Marseille, musée Grobet-Labadie[25].
- 1898 : Académie de dos du modèle Thuillier, huile sur toile, 80 x 65 cm, Marseille, musée Grobet-Labadie[26].
- 1900 : L'Épouse coupable ou L'Épouse adultère, huile sur toile, 180.5 x 213 cm, Marseille, musée des beaux-arts. Exposé au Salon des artistes français de 1903[27],[28]
- 1905 : Le Bon riche, huile sur toile, 204 x 400 cm, Marseille, musée Cantini[29].
- 1905 : Le Christ à Emmaüs, huile sur toile, 150 x 90 cm, Marseille, musée Grobet-Labadie[30].
- 1907 : Électre, esquisse pour le portrait de madame Louise Silvain de la comédie française, huile sur toile, 65.5 x 45,5 cm, Marseille, musée Grobet-Labadie[31].
- 1907 : Portrait d'Eugénie Gruet, huile sur toile, 89 x 116 cm[21].
- 1923 : Cérémonie de la prestation du serment 1347, 290 x 270 cm, Marseille, musée des beaux-arts[32].
- 1927 : Nature morte, giroflées et pommes, huile sur toile, 39 x 89 cm, Marseille, musée Cantini[33].
- Femme au chevalet, Mention honorable du Salon des artistes français de 1905[34]
- Les Gueux en ribote, exposée au salon de 1912[35]
- Le Christ mort descendu de la croix, huile sur toile, 67 x 125 cm, Marseille, musée Grobet-Labadie[36].
- Portrait de Théodore Jourdan, huile sur toile, exposé au Salon des artistes français de 1907[37]
- Les Pommes d'api, huile sur toile, exposé au Salon des artistes français de 1907[38]

### Œuvres attribuées
- Nature morte, huile sur carton, 31,4 x 24,2 cm, Senlis : musée d'art et d'archéologie[39]

### Architecture
- 1908-1912 : Hôtel ou palais de Luppé à Arles : projet de restauration de l'hôtel Romieu du XVIIe siècle dans un style néo-florentin, réalisé entre 1913 et 1927. Si les décors intérieurs ont fortement souffert, il nous est connu grâce à plusieurs études conservées au musée Grobet-Labadié à Marseille[40], présente le décor dessiné par Gibert.
- 1824 : Monument aux morts d'Arles, il réalise l'architecture du monument, les sculptures sont l'œuvre de Gaston de Luppé, commanditaire du palais du même nom.

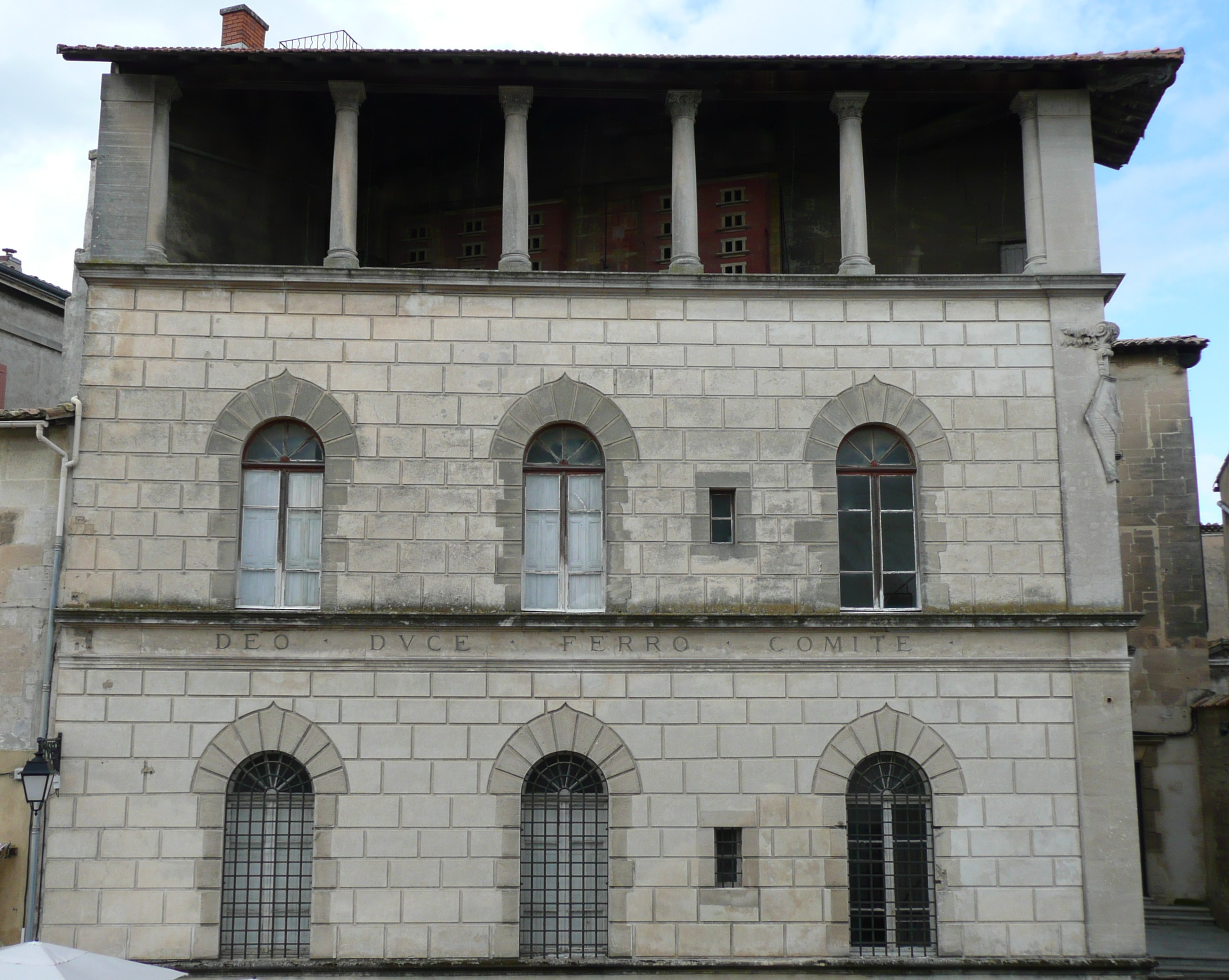
Palais de Luppé à Arles, restauré par Jean-Amédée Gibert.
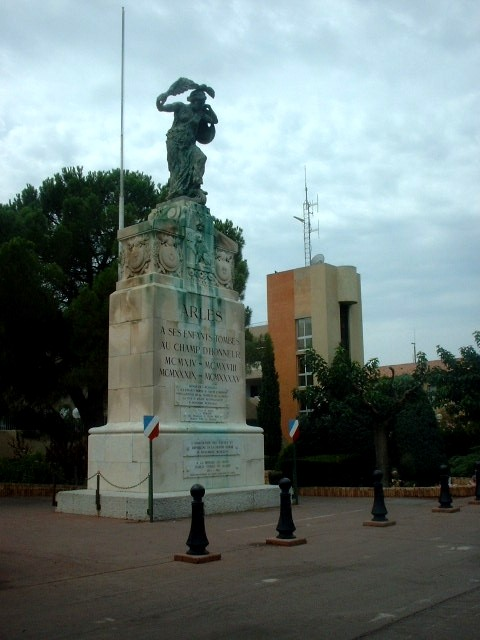
Monument aux morts d'Arles, architecture de J.-A. Gibert et sculpture de G. Luppé

## Publications
- Jean-Amédée Gibert et Paul Gonzalès, Le Musée Grobet-Labadié à Marseille, Paris, H. Laurens, 1930, 64 p.
- Jean-Amédée Gibert, Le Musée des beaux-arts de Marseille, Paris : H. Laurens, 1932, 64 p.